# Alfred Michaux

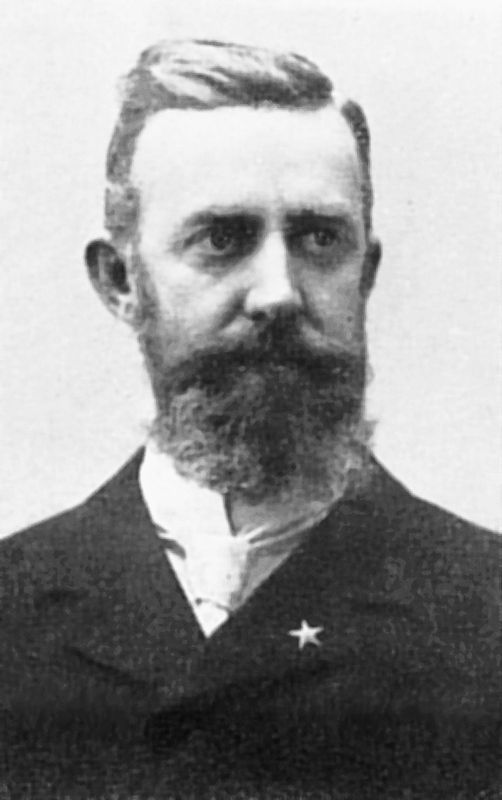
Alfred Michaux im Jahr 1905

Alfred Michaux (* 5. Juli 1859 in Clenleu; † 26. März 1937 in Boulogne-sur-Mer) war ein französischer Anwalt und Esperantist.
Michaux praktizierte ab 1885 als Anwalt in Boulogne-sur-Mer. Neben seinem Beruf leitete er mehrere Verbände, insbesondere einen, der mit straffälligen Kindern arbeitet, und einen anderen im Sportbereich. Als leidenschaftlicher Linguist studierte er die künstliche Sprache anhand der Entwicklung konstruierter Sprachen. Er wandte sich zuerst der neulateinischen Sprache von E. Courtonne zu, dann machte ihn Louis de Beaufront mit dem von Ludwik Lejzer Zamenhof geschaffenen Esperanto bekannt.
Am 7. August 1904 organisierte er eine Exkursion nach Calais und Dover, an der etwa 120 Esperantisten teilnahmen, darunter viele Engländer und zwei Tschechen. Bei dieser Gelegenheit hatte Michaux die Idee, den ersten Esperanto-Weltkongress zu organisieren. Dieser fand im folgenden Jahr zwischen dem 5. und 12. August 1905 in Boulogne-sur-Mer statt. Es wurden Konferenzen, Debatten, Ausstellungen, kulturelle Aktivitäten und eine Exkursion nach England angeboten. Außerdem wurde bewiesen, dass Esperanto perfekt funktioniert. Zamenhof nahm an diesem ersten Kongress teil und entwarf während der Arbeitstreffen die Boulogne-Erklärung.
Michaux gab mehrere Konferenzen zur Verbreitung von Esperanto in Frankreich und im Ausland, insbesondere in Belgien, Holland und England.